# Mario Minieri
Mario Minieri (Vergato, 21 giugno 1938 – 9 agosto 2022) è stato un ciclista su strada italiano che corse negli anni '60.

## Carriera
Da dilettante vinse la corsa toscana Gran Premio Comune di Cerreto Guidi.
Professionista dal 1960 al 1968, la vittoria più prestigiosa la ottenne in una tappa del Tour de France 1962.

## Palmarès

### Strada
- 1959 (Dilettanti)

Gran Premio Comune di Cerreto Guidi
- 1960 (Ghigi, una vittoria)

6ª tappa Giro della Sicilia
- 1962 (Ghigi, una vittoria)

8ª tappa-A Tour de France (Saint-Nazaire > Luçon)

## Piazzamenti

### Grandi Giri
- Giro d'Italia

1960: 81º
1961: 47º
1963: 51º
1964: 72º
1966: 77º
- Tour de France

1961: 44º
1962: 75º
1964: 62º
1965: 91º
1967: 87º
- Vuelta a España

1968: 50º